# Bolbomorphus undulatus
Bolbomorphus undulatus là một loài bọ cánh cứng trong họ Endomychidae. Loài này được miêu tả khoa học năm 1925 bởi Pic.